# БЕЛДЖИ
СЗАО «БЕЛДЖИ» (бел. СЗАТ "БЕЛДЖЫ")  — белорусско-китайское совместное предприятие по сборке легковых автомобилей Geely и BELGEE Одно из двух предприятий по сборке легковых автомобилей в Беларуси (второе — Юнисон). Предприятие находится в Борисовском районе Минской области. Производственная мощность составляет 60 000 автомобилей в год с возможностью дальнейшего увеличения.

## Собственники
На 2014 год 50% акций компании принадлежит ОАО «БелАЗ», 32,5% — китайской корпорации Geely Automobile, 17,5% — СЗАО «Союзавтотехнологии».
В 2021 году ОАО "БелАЗ" исключён из списка акционеров СЗАО "БЕЛДЖИ". В настоящее время акционерами СЗАО "БЕЛДЖИ" являются: Республика Беларусь, Zhejiang Jirun Automobile Co.,Ltd., CITICC International Investment Limited, Shenzhen Shentou Investment Co., Ltd.

## История
СЗАО «БЕЛДЖИ» создано 23 декабря 2011 на основании меморандума о сотрудничестве Минпрома Республики Беларусь и компании Geely. В марте 2012 года был заключён инвестиционный договор, согласно которому общий объём инвестиций в проект составил 244,9 млн долларов.

### 2013
Официальное открытие белорусско-китайского предприятия состоялось в феврале 2013 года на площадях Борисовского предприятия "Автогидроусилитель". В том же году началось производство автомобилей методом крупноузловой сборки, производственная мощность составляла 10 000 единиц в год. В феврале был собран первый автомобиль — седан Geely SC7, в марте стартовали продажи, и к маю было уже продано около 30 автомобилей. Первоначальный штат составлял 57 человек. При запуске производства изначально ставка делалась на экспорт автомобилей в Россию.
23 октября 2013 началась сборка кроссовера Geely Emgrand X7, а с декабря эти машины начали поставляться в Россию. В октябре 2013 года штат предприятия уже составлял 128 человек.
По итогам года на Борисовском заводе произведено 2473 автомобиля, из них 1730 — седаны SC7 и 743 — кроссоверы EX7. Всего за 2013 год продано 1715 автомобилей. Экспорт в Россию — 235 штук. Продажи на белорусском рынке начались по итогам года составили 465 автомобилей. В Казахстан было экспортировано 1015 автомобилей.
В Беларуси большую часть автомобилей приобрели госструктуры, так самым крупным оптовым покупателем стало МЧС (58 машин), при этом несколько сотен автомобилей реализовать не удалось и их разместили на одной из охраняемых стоянок за городом.

### 2014
План на 2014 год был озвучен в 10—15 тыс. единиц. 3 апреля 2014 начата сборка третьей модели с названием LC-Cross, партию в 120 единиц собрали за три дня. Штат завода достиг 250 человек.
Для стимулирования продаж автомобилей предприятия власти с 1 марта 2014 года установили ряд преференций для БЕЛДЖИ: освободили от уплаты утилизационного сбора при реализации машин в Беларуси; ввели новые требования к автомобилям такси, явно прописанные под модель, собираемую БЕЛДЖИ, что сразу дало результаты: так, у фирмы такси «Алмаз» летом появилось 40 автомобилей Geely. Одновременно продолжались госзакупки автомобилей Geely: в этом году 265 автомобилей модели SC7 были поставлены МВД.
За первые два года (2013—2014) продано 3 тыс. автомобилей на внутреннем рынке и ещё 7 тыс. — на внешнем.
Однако, по итогу 2014 года конкретные цифры выпуска и продаж предприятием не были озвучены, лишь заявлено, что «по сравнению с 2013 годом сборка увеличена в более чем в 3,5 раза, продажи на внутреннем рынке составили 25 % от всего объёма реализации, а в России было продано 55 % от всего объёма». При этом из открытой статистики. Известно, что на внутреннем белорусском рынке в 2014 году Geely заняла 7-е место с 1841 проданным автомобилем; и во многом благодаря одной из трёх собираемых моделей (седан SC7), которая заняла 4-е место на рынке с результатом в 1238 проданных автомобилей, при том, что «паркетников» Geely Emgrand X7 было продано 453 единицы, а запущенной в этом году в сборку модели LC-Cross было продано 150 единиц. Учитывая, что продажи на местном рынке — это 25 % объёма, а также заявление, что за два года компания продала в общем 10 тыс. автомобилей, число собранных в 2014 году единиц не превышает 7,5 тыс.

### 2015
На 2015 год план был установлен в 12 тыс. единиц, из них на внутреннем рынке планировалось продать не менее 3 тыс. единиц. Также, на 2015 год было анонсировано начало сборки компактного хетчбэка SC5-RV.
В конце июля 2015 года предприятие приостановило работу, работники отправлены в оплачиваемые отпуска. При этом было заявлено, что в течение августа сборка производиться не будет «в связи с проведением плановых профилактических работ по сервису и ремонту технологического оборудования цеха сборки, а также c подготовкой производства к выпуску новых моделей».
Фактически было реализовано 5096 автомобилей.

### 2016
В 2016 году продажи составили 5721 автомобиль, из них в Беларуси продано 976 автомобилей, в России — 4745 автомобилей.
17 ноября 2017 года был открыт новый автосборочный завод восточнее Жодино. Было собрано 5 тысяч машин.
За первые пять месяцев 2018 года в Беларуси было реализовано 558 автомобилей, в России — 406 автомобилей. Начато производство легковых автомобилей модели Emgrand 7 и нового поколения кроссовера Emgrand X7. В 2019 представлен новый компакт-кроссовер Coolray.
За 7 месяцев 2020 выпущено 10 227 автомобилей, а было реализовано 10520. В начале года началась сборка нового кроссовера Tugella. В 2021 начата сборка кросс-хетчбэка GS, а с июня обновленный кроссовер Atlas Pro.

### 2017
17 ноября 2017 года состоялось открытие CKD завода (мелкоузловая сборка комплектов автомобиля) полного цикла, а именно: сварка, окраска, сборка. Площадь предприятия 118 га. Производственная мощность выпуска автомобилей составляет до 60 000 автомобилей в год с возможностью дальнейшего увеличения производственных мощностей. Стоимость первой очереди завода составила около 330 млн долл. Запуск второй очереди увеличит производительность до 120 тысяч, число работников достигнет 1,9 тыс. человек. 90 % продукции намечено экспортировать.

### 2019
Запущено производства полного цикла компактного кроссовера Geely Coolray.

### 2020
С конвейера сошёл 50-тысячный автомобиль Geely, собранный в Беларуси. В начале года началась сборка нового кроссовера Tugella.

### 2021
Начата сборка кросс-хэтчбэка GS, а с июня - обновленного кроссовера Atlas Pro.

### 2022
С 16 марта до 1 апреля завод приостановил работу. Причиной стало нарушение логистических цепочек. После простоя предприятию удалось возобновить работу, и стать лидером на рынке Республики Беларусь.
В декабре 2022 года СЗАО «БЕЛДЖИ» объявили о старте продаж модели Geely Emgrand.

### 2023
СЗАО «БЕЛДЖИ» совместно с компанией GIAC приняли решение о создании собственного нового бренда BELGEE. В июне предприятие приступило к выпуску первого автомобиля под собственным брендом - BELGEE X50 (на основе первого поколения Geely Coolray).

### 2024
Под брендом BELGEE налажен выпуск кроссовера X70 (на основе Geely Atlas Pro) и седана S50 (на основе Geely Emgrand). За 2024 год на предприятии выпущено более 90 тыс. автомобилей, из них более 59 тыс. под собственным брендом.
В начале лета 2024 года бренд BELGEE был официально представлен в России: открыто 128 официальных дилерских центров бренда в 66 городах.

### 2025
20 мая на второй деловой конференции «Промышленный комплекс Республики Беларусь: экспорт, импортонезависимость, эффективный менеджмент» в Минске было объявлено о готовящейся презентации электрического кроссовера Geely EX5.
Это первая модель электромобиля, которая по методу DKD (мелкоузловое производство) собирается на заводе и имеет белорусский VIN-код. Внешне новый автомобиль напоминает модель Atlas.

### Перспективы
В ближайшие годы на БЕЛДЖИ планируется сборка электромобилей. Предсерийный образец электромобиля BELGEE EX50 был показан в СМИ в декабре 2024 года.
Сейчас на заводе идёт модернизация цеха сварки. «Мы очень надеемся, что в текущем году этот проект завершим, и наши мощности увеличатся», — рассказал генеральный директор предприятия.
Второй проект — увеличение производственных мощностей по окраске в два раза. Причём это будет совершенно новая технология (так называемая «мокрый по мокрому»), которую применяют сейчас крупнейшие зарубежные производители.
В прошлом году компания запустила производство по крупногабаритному литью. Теперь бамперы она производит сама, и объёмы их выпуска в 2025 году будут наращивать.
Наконец, четвёртый проект — локализация выпуска сидений по полному циклу. Все эти проекты реализуются на действующем заводе, и в них в общей сложности будет вложено свыше $20 млн.

## Производство

### Технология производства
С момента запуска предприятием осуществляется производство методом крупноузловой сборки (SKD) машинокомплектов (кузов на шасси с креслами, рулем, панелью управления, без колес и ходовой части). На сборку одного автомобиля 35 рабочими требуется 12 минут. Первоначально комплекты поступали из Китая морским путём в литовский порт Клайпеда, откуда по суше доставлялись в Борисов. С 2022 года поставки осуществляются через Казахстан и РФ.
C 2017 года на предприятии также осуществляется производство нескольких моделей методом мелкоузловой сборки (CKD) полного цикла.

### Локализация
Сборка не локализована. Несмотря на то, что требованиями Таможенного союза предусмотрена локализация 30 % к 2015 году и 50 % к 2018 году, БЕЛДЖИ авансом получил статус авто с 30%-й локализацией. Авансовый статус дан после личного обещания Александра Лукашенко, что локализация будет доведена до 30 % к 2017 году.
В 2014 году компания только утвердила в качестве потенциальных поставщиков комплектующих: шин от ОАО «Белшина» и аккумуляторов от СП ООО «Полесские аккумуляторы», однако даже внедрение этих компонентов организовано не было.
В 2024 году на предприятии запущено собственное производство бамперов.

### Статистика
В декабре 2019 года выпущен 20-тысячный автомобиль, в декабре 2020 года — 50-тысячный, в декабре 2021 года с конвейера сошёл 100-тысячный автомобиль.
Большинство выпускаемых на заводе автомобилей экспортируется в Россию, так в 2016 году из 5721 автомобилей экспортированы в Россию 4745, а в Беларуси продано 976 автомобилей; в 2018 году из 8700 автомобилей около 5 000 экспортированы в Россию и 3 700 были проданы в Беларуси, а 2022 году завод выпустил 24 833 автомобилей, при этом весь авторынок Беларуси в 2022 году составил 17 234 машины, в том числе реализовано 4 355 автомобилей марки Geely.

### Выпуск автомобилей
| Бренд  | 2013  | 2014 | 2015 | 2016  | 2017 | 2018 | 2019   | 2020 | 2021   | 2022   | 2023    | 2024    |
| ------ | ----- | ---- | ---- | ----- | ---- | ---- | ------ | ---- | ------ | ------ | ------- | ------- |
| Geely  | 2 473 |      |      | 5 721 |      |      | 20 151 |      | 29 952 | 24 833 | >62 000 | >30 000 |
| BELGEE | —     | —    | —    | —     | —    | —    | —      | —    | —      | —      | 5 133   | 59 303  |
| Всего  | 2 473 |      |      | 5 721 |      |      | 20 151 |      | 29 952 | 24 833 | >67 000 | >90 000 |

## Продукция

### Ранее собиравшиеся модели
- Geely SC7 (2013—2016)
- Geely Emgrand X7 (первое поколение 2013 — 2016, рестайлинг 2016 — 2018, второе поколение 2018 — 2021)
- Geely LC-Cr  (2014 — 2017)
- Geely Emgrand GT (2016 — 2017)
- Geely Emgrand 7 (2016 — 2020)
- Geely Atlas (первое поколение 2017 — 2021)
- Geely GS (2021 — 2021)
- Geely Atlas Pro (2021 — 2024)

### Ныне собирающиеся модели
- Geely Coolray (2019 — 2023, рестайлинг 2024 — н.в.)
- Geely Tugella (2020 — н.в.)
- Geely Emgrand (2023 — н.в.)
- Geely Monjaro (2023 — н.в.)
- Geely Okavango (2024 — н.в.)
- Geely Atlas (второе поколение 2024 — н.в.)
- Geely Preface (2025 — н.в.)
- BELGEE X50 (2023 — н.в.)
- BELGEE X70 (2024 — н.в.)
- BELGEE S50 (2024 — н.в.)

## Галерея

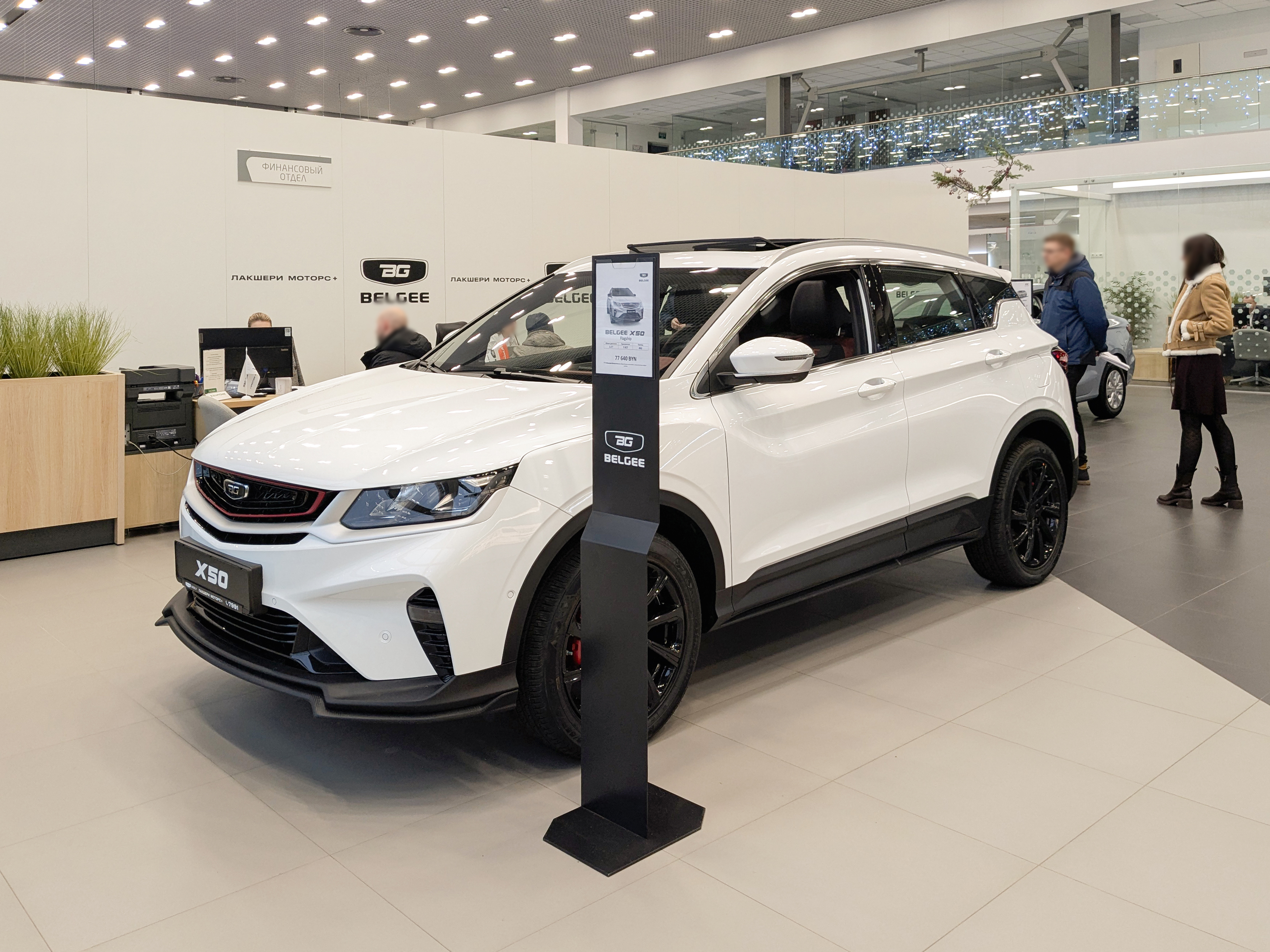
BELGEE X50 спереди
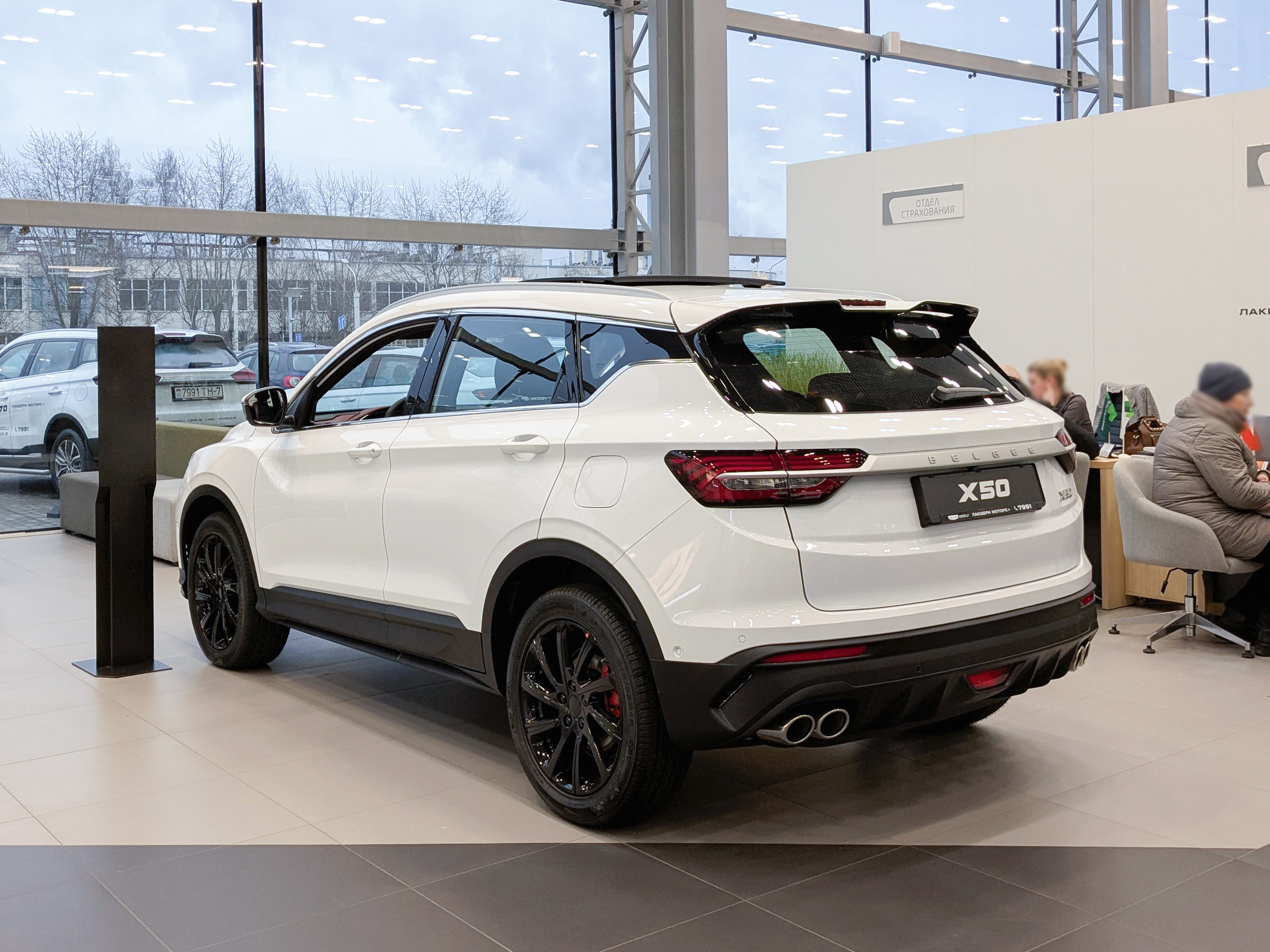
BELGEE X50 сзади
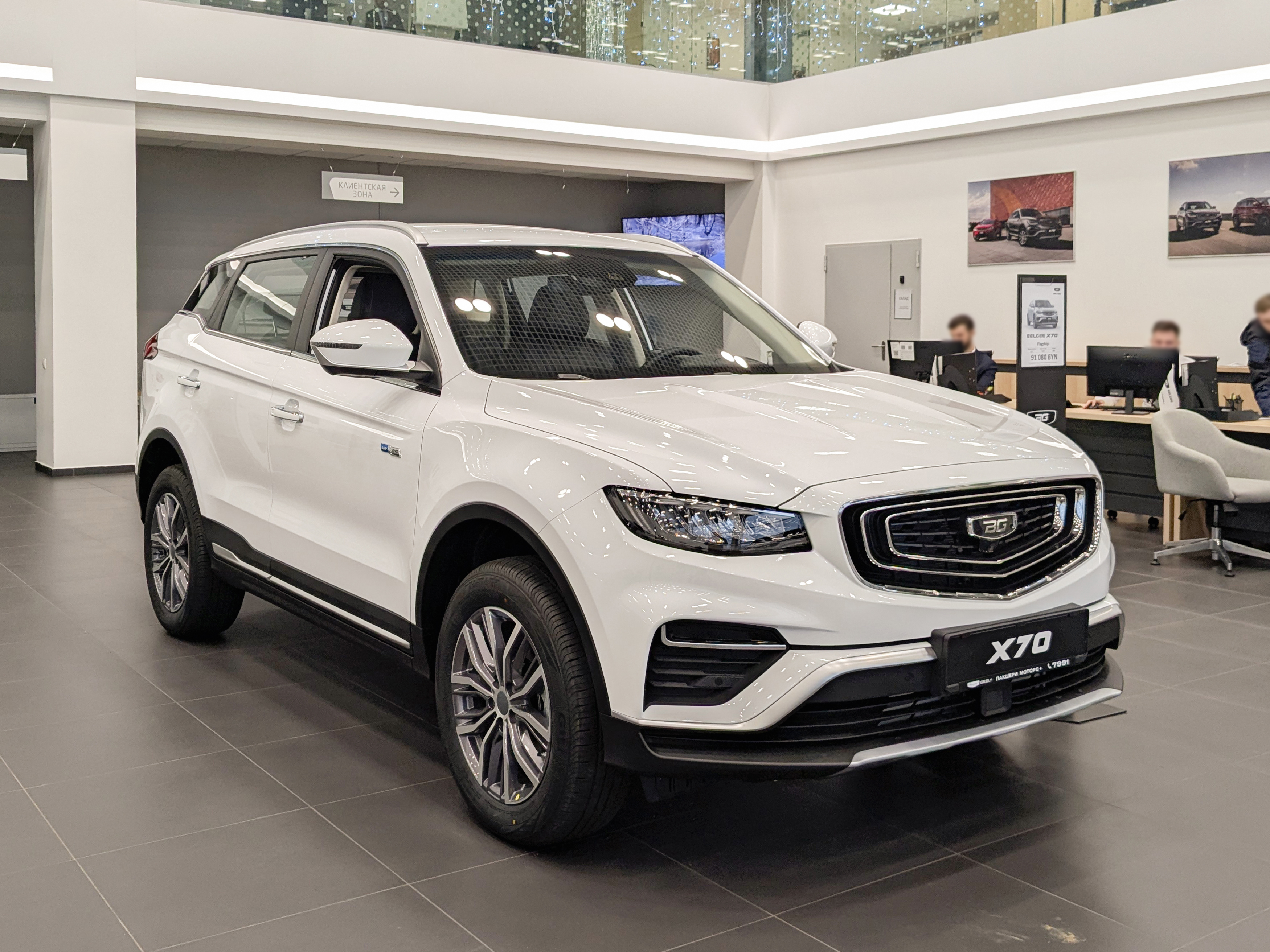
BELGEE X70 спереди
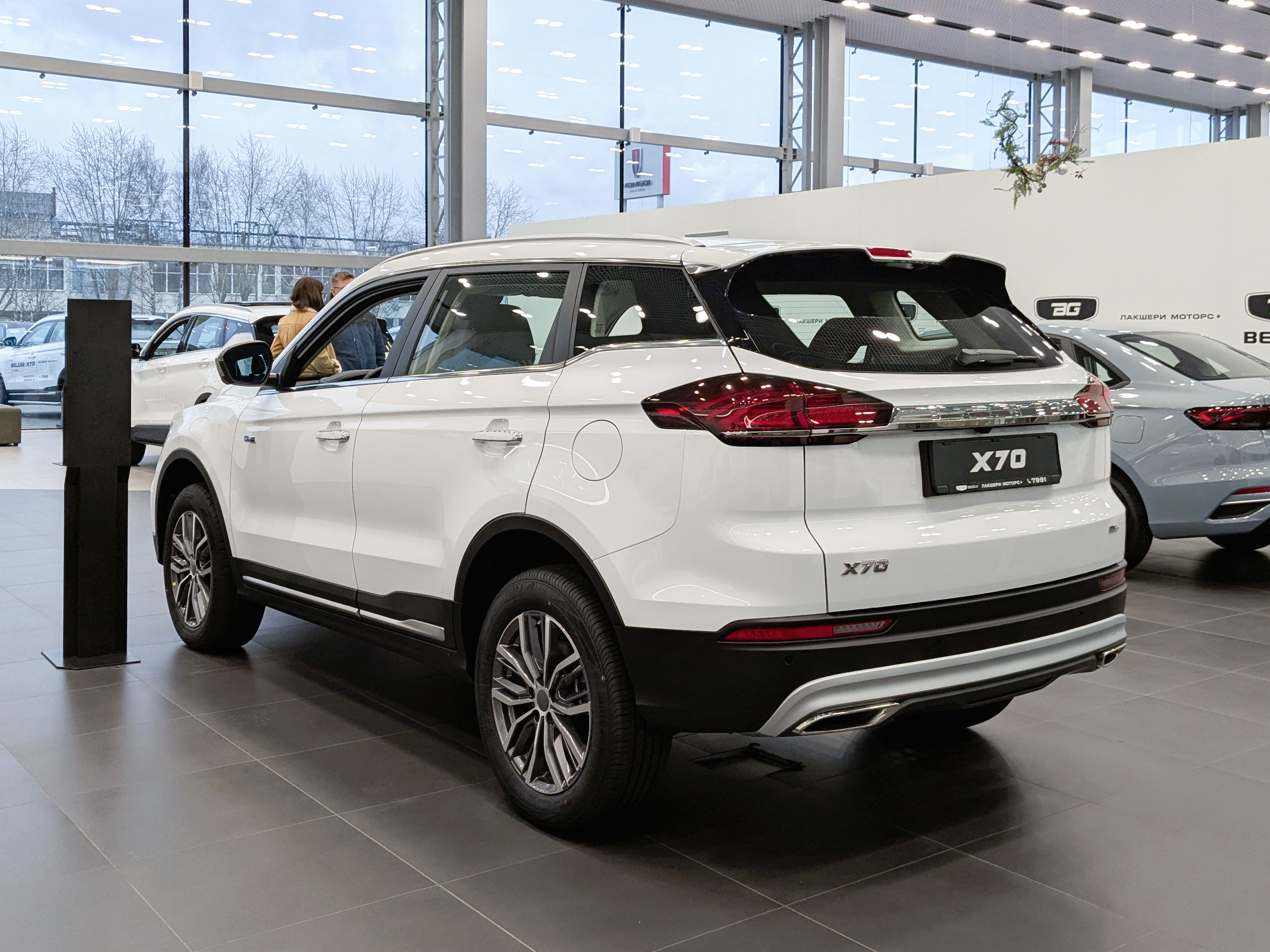
BELGEE X70 сзади
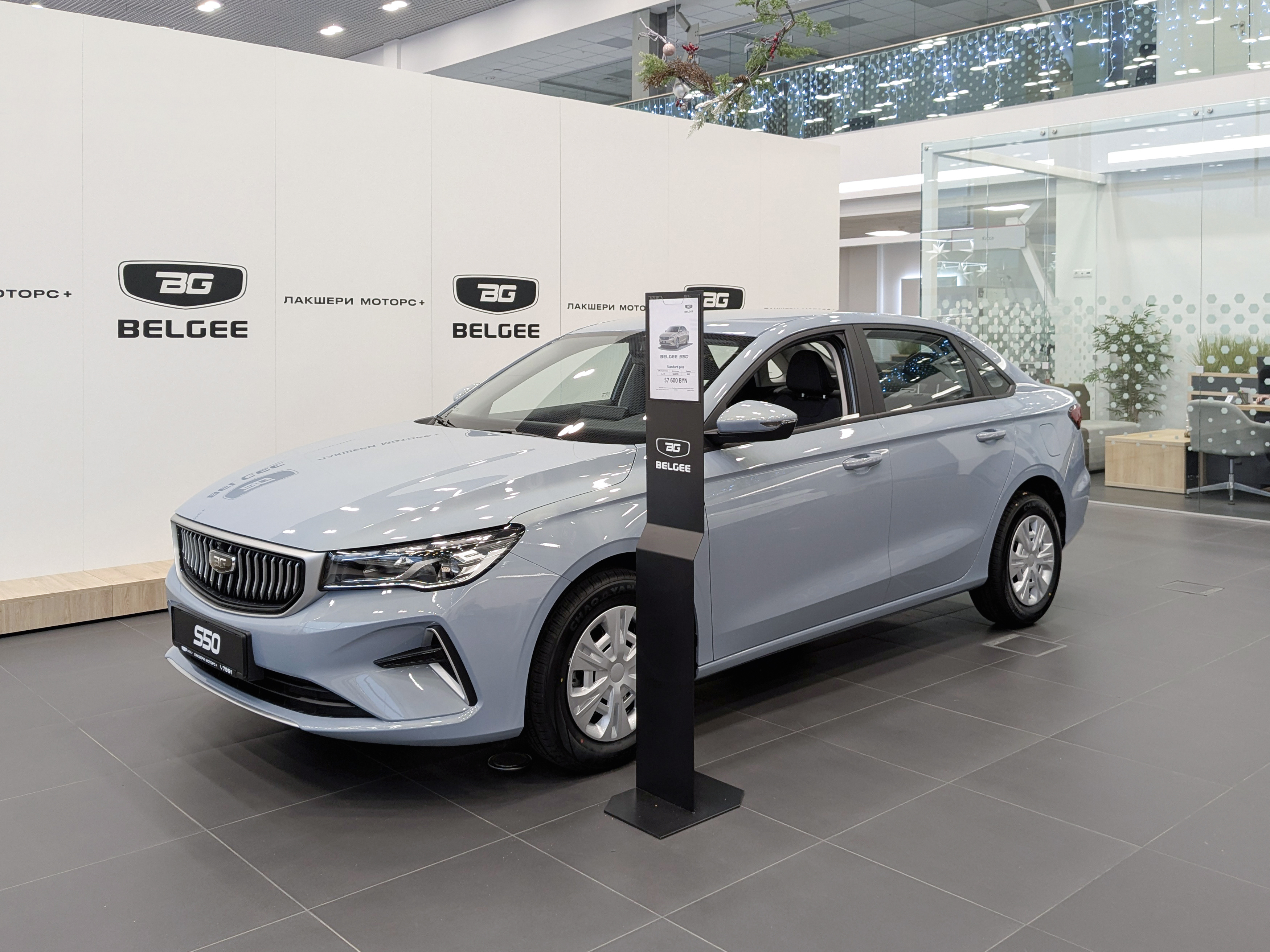
BELGEE S50 спереди
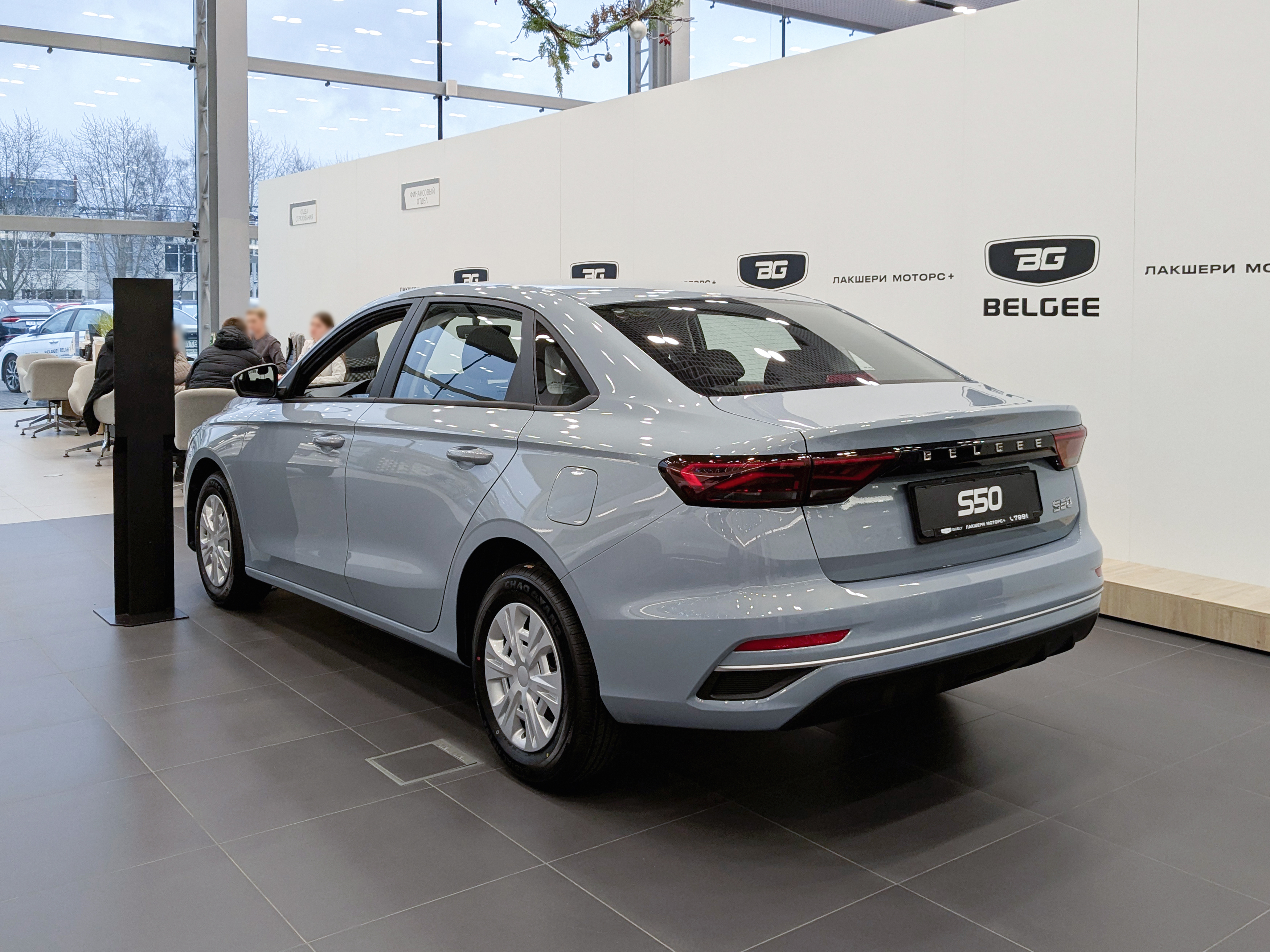
BELGEE S50 сзади